# Embers (manga)
Embers (エンバーズ?) è un manga scritto da Kurumazagi Kei e disegnato da Nishi Sotaro, serializzato sulla rivista Weekly Shōnen Jump di Shūeisha dal 3 febbraio al 23 giugno 2025.

## Trama
Noboru Haitani è un delinquente che non ha mai perso una rissa. Un giorno a scuola, dopo l'ennesima rissa, viene sfidato dal suo insegnante Oshimi a pallone, a patto che casomai dovesse perdere non ci sarebbero state più risse. Haitani perde innumerevoli volte contro Oshimi, che lo introduce al mondo del calcio e gli chiede di radunare altri 11 ragazzi per organizzare una partita. Haitani, frustrato dopo aver perso contro la squadra di Yuga Takami, entra nella Kosei University High School e giura di battere il rivale e di diventare il più forte nel campo.

## Pubblicazione
L'opera ha iniziato la serializzazione sulla rivista Weekly Shōnen Jump nel numero 10 del 2025, uscito in Giappone il 3 febbraio dello stesso anno. I capitoli vengono raccolti in volumi tankōbon a partire dal 4 giugno 2025.

### Volumi
| 1 | 4 giugno 2025 | ISBN 978-4-08-884560-9 |
| 1 | Capitoli - 1. (灰はい谷たに ノボル?, Haitani Noboru) - 2. (遭そう遇ぐう?, Sōgū) - 3. (蛇へびと鷹たかともう一いっ匹ぴき?, Hebi to Taka to Mō Ippiki) - 4. (前ぜん半はん?, Zenhan) - 5. (無む人じん地ち帯たい?, Mujin Chitai) - 6. ( もう一いっ回かい?, Mou Ikkai) - 7. (最さい高こう戦せん力りょく?, Saikō Senryoku) |                        |
| 2 | 4 agosto 2025 | ISBN 978-4-08-884652-1 |

#### Capitoli non ancora in formatotankōbon
I seguenti capitoli sono apparsi sulla rivista Weekly Shōnen Jump in Giappone ma non sono ancora stati stampati in formato tankōbon.
Questa lista è suscettibile di variazioni e potrebbe essere incompleta o non aggiornata.

- 8.  (最さい強きょうへの道みち その１?, Saikyō e no Michi Sono Ichi)
- 9.  (攻こう撃げきの要かなめ灰はい谷たにノボル?, Kōgeki no Kaname Haitani Noboru)
- 10.  (できること?, Dekiru Koto)
- 11.  (最さい強きょうの男おとこたち?, Saikyō no Otoko-tachi)
- 12.  (退たい屈くつな男おとこ?, Taikutsu na Otoko)
- 13.  (ねり馬ま友ゆう禅ぜん?, Nerima Yūzen)
- 14.  (あの時ときのこと?, Ano Toki no Koto)
- 15.  (渦か中ちゅうの獣けもの?, Kachū no Kemono)

## Accoglienza
La serie è stata consigliata da Yosuke Nomura, disegnatore dello spokon di successo Blue Lock. Nomura afferma di essere "preoccupato" dalle abilità artistiche di Sotaro, precedente suo assistente, e teme addirittura che il suo ex assistente possa superarlo in qualità visiva.